# Temporada 2002-03 da PSL
A Premier Soccer League 2002-2003 foi a 7º edição da Premier Soccer League, principal competição de futebol da África do Sul. A liga foi reestruturada e teve a participação de 16 clubes.
O Orlando Pirates foi o campeão com o SuperSport United segundo.